# Hansenius socotrensis
Hansenius socotrensis es una especie de arácnido del orden Pseudoscorpionida de la familia Cheliferidae.

## Distribución geográfica
Se encuentra en Socotra (Yemen).